# Insigne des parachutistes de l'armée allemande
L'insigne des parachutistes (en allemand : Fallschirmschützenabzeichen également appelé Fallschirmspringerabzeichen) est l’insigne de parachutiste militaire porté par les parachutistes qualifiés de la Bundeswehr (l’armée de la République fédérale d'Allemagne). L’insigne peut également être accordé aux militaires des pays alliés qui passent avec succès l’épreuve du brevet militaire de parachutiste allemand.

## Troisième Reich

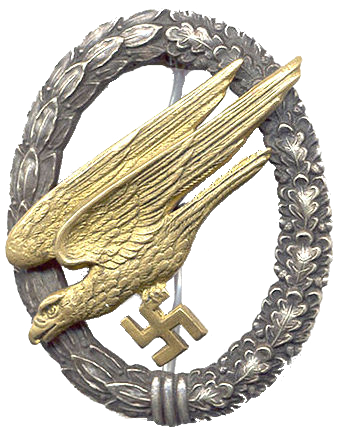
Wehrmacht Luftwaffe Fallschirmschützenabzeichen

Dans la Wehrmacht, l'insigne de parachutiste a d'abord été établi par ordre d’Hermann Göring le 5 novembre 1936. Il a été attribué aux parachutistes d’élite de la Luftwaffe, les Fallschirmjäger, après l'achèvement de la formation parachutiste et l’accomplissement des six sauts requis.
L'insigne représentait un aigle d’or plongeant empoignant une svastika dans ses serres et entouré d'une couronne d'argent de feuilles de chêne et de laurier. Il a été porté à hauteur de la poche sur la poitrine gauche.

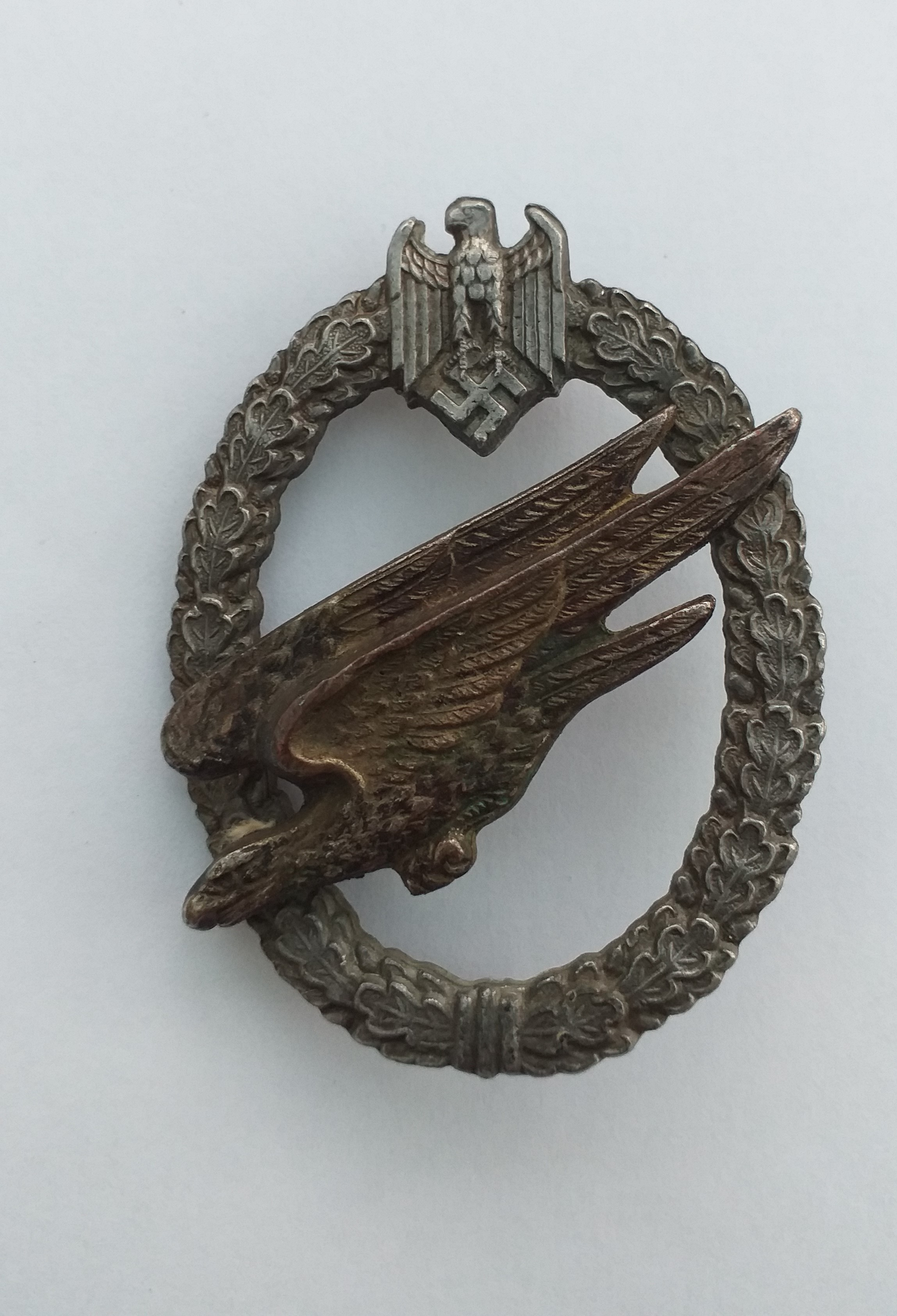
Brevet période HEER

Une version de la Heer a été introduite un peu plus tard. Cet insigne représentait un aigle d’argent plongeant avec la svastika déplacée sous un aigle plus petit vers le haut de la couronne d'or de feuilles de chêne et de laurier. Cette variante a disparu après que les troupes aéroportées furent définitivement passées à la Luftwaffe.
Il y eut également une version brodée sur tissu, interdite à partir de 1942, bien que continuant à être portée.

## République fédérale d’Allemagne
Après la Seconde Guerre mondiale, les symboles du national-socialisme ont été interdits en Allemagne. Lors de la création de la Bundeswehr, le port des décorations et insignes gagnés pendant la guerre a été autorisé, mais seulement après la « dénazification » de la décoration.
En 1956, malgré la suppression de la svastika, l’insigne de parachutiste allemand a finalement été changé en faveur d'un insigne tissu gris brodé fil d'argent.
Par la suite, ce dernier a été remplacé par un modèle similaire ca1970 (toujours en tissu) représentant un parachute déployé dans le ciel entouré d'une couronne de feuilles de chêne sur les ailes. Cet insigne est porté sur la poche de la poitrine droite.

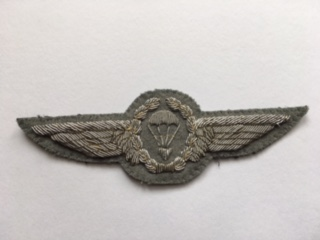

Finalement le modèle actuel reprend l'ancien, décliné en trois métaux : bronze, argent, or.

### Bundeswehr
Dans l'armée allemande, l'insigne de parachutiste comporte trois niveaux :
- Bronze : cinq sauts, 1er niveau
- Argent : vingt sauts, 2e niveau
- Or : cinquante sauts, 3e niveau

## Crédit
- (en) Cet article est partiellement ou en totalité issu de l’article de Wikipédia en anglais intitulé « Parachutist Badge (Germany) » (voir la liste des auteurs).